# ERRFI1
Chất ức chế ngược thụ thể ERBB 1 (tiếng Anh: ERBB receptor feedback inhibitor 1) là protein ở người được mã hóa bởi gen ERRFI1.
MIG6 là protein tế bào chất mà sự biểu hiện của nó được tăng cường điều chỉnh cùng với quá trình sinh trưởng tế bào (Wick et al., 1995). Sự tương đồng giữa MIG6 và sản phẩm protein của gen-33 ở chuột được xem là có ý nghĩa, là tác nhân gây ra căng thẳng tế vào và là trung gian truyền tải tín hiệu tế bào.

## Tương tác
ERRFI1 có khả năng tương tác với stratifin và CDC42.